# Marcel Remy (écrivain)
Pour les articles homonymes, voir Marcel Remy et Remy (homonymie).
Marcel Remy, né Denis Félix Joseph Marcel Remy, le 11 février 1865 à Bois-de-Breux (province de Liège) et mort le 9 décembre 1906 à Berlin, est un écrivain belge wallon.

## Origines et jeunesse
Né le 11 février 1865 à Bois-de-Breux d'un père candidat notaire, il fait ses études à l'athénée et au collège Saint-Servais de Liège, avant de commencer des études de philosophie à l'université de Liège, sans toutefois les achever.

## Vie professionnelle
Critique musical reconnu, il contribue notamment aux journaux L'Express et Le Guide musical. Sa carrière l’amène à quitter Liège pour Paris où, en plus de divers petits boulots, il devient collaborateur du journal Le Temps, qui finira par l'envoyer à Berlin en 1897.
C'est pendant cette période, entre 1901 et 1906, que paraissent au Journal de Liège vingt-et-un textes qui seront réunis, d'abord partiellement en 1916, et entièrement en 1925, sous le titre Les Ceux de chez nous.
Atteint de surdité, il meurt d'une méningite le 9 décembre 1906 à Berlin, à l'âge de 41 ans.

## Publications

### Contes
- Marcel Remy (Douze textes parus dans le Journal de Liège sont édités en fascicules), Les Ceux de chez nous, Édition de l'imprimerie Bénard, 1916
- Marcel Remy (Édition des vingt-et-un textes parus dans le Journal de Liège), Les Ceux de chez nous, Édition de l'imprimerie Bénard, 1925

### Bande dessinée
- 1. Les Ceux de chez nous, Noir Dessin Production, Grivegnée, janvier 2002
Scénario : Marcel Remy - Dessin et couleurs : Jean-François De Marchin -  (ISBN 2-87351-078-1)  — Couverture de François Walthéry.
- 2. Les Deux font la paire, Noir Dessin Production, Grivegnée, 2005
Scénario : Marcel Remy - Dessin et couleurs : Jean-François De Marchin -  (ISBN 2-87351-123-0)
- Int. Les Ceux de chez nous, Noir Dessin Production, Grivegnée, mai 2008
Scénario : Marcel Remy - Dessin et couleurs : Jean-François De Marchin -  (ISBN 978-2-87351-175-3)